# Horní Jiřetín
Horní Jiřetín (Duits: Obergeorgenthal) is een Tsjechische stad in de regio Ústí nad Labem, en maakt deel uit van het district Most. Horní Jiřetín telt 2206 inwoners (2023).
Horní Jiřetín was tot 1945 een plaats met een overwegend Duitstalige bevolking. Na de Tweede Wereldoorlog werd de Duitstalige bevolking verdreven.

## Geschiedenis
- 1263 – De eerste schriftelijke vermelding van Horní Jiřetín.
- 2006 – De gemeente Horní Jiřetín krijgt (opnieuw) de status stad.[1]

Bečov ·
Bělušice ·
Braňany ·
Brandov ·
Český Jiřetín ·
Havraň ·
Hora Svaté Kateřiny ·
Horní Jiřetín ·
Klíny ·
Korozluky ·
Lišnice ·
Litvínov ·
Lom ·
Louka u Litvínova ·
Lužice ·
Malé Březno ·
Mariánské Radčice ·
Meziboří ·
Most ·
Nová Ves v Horách ·
Obrnice ·
Patokryje ·
Polerady ·
Skršín ·
Volevčice ·
Želenice